# 제이스트

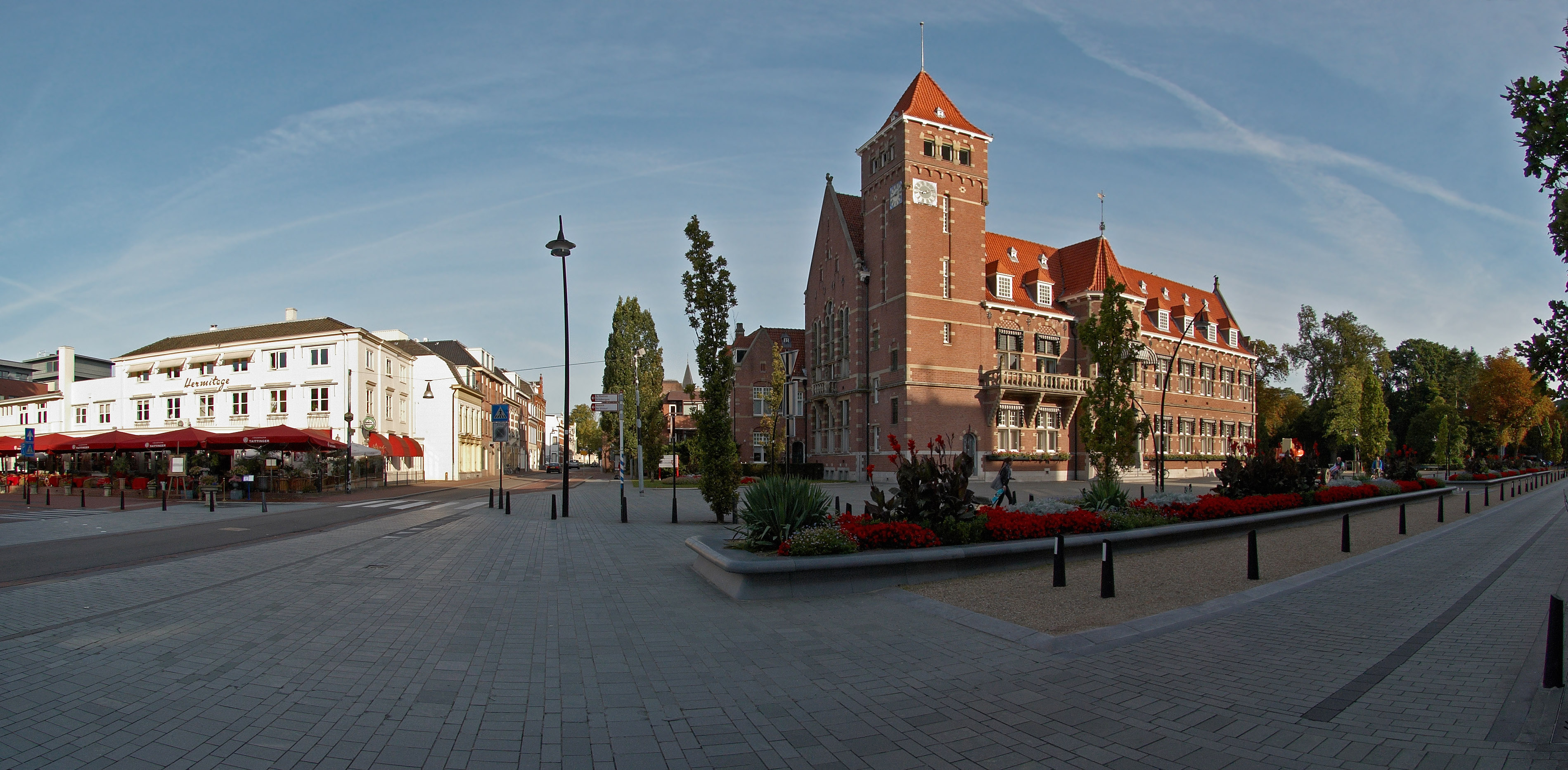
제이스트

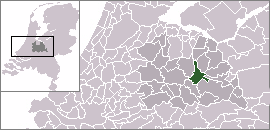
제이스트의 위치

제이스트(네덜란드어: Zeist)는 네덜란드 중부 위트레흐트주의 도시로 면적은 48.65km2, 높이는 4m, 인구는 61,449명(2014년 5월 기준), 인구 밀도는 1,267명/km2이다.

시기
시 문장

## 같이 보기
- 위트레흐트
- 위트레흐트주